# Fantasea
Fantasea é um mixtape produzido pela rapper e cantora americana Azealia Banks, lançado no Reino Unido em 11 de julho de 2012. Ela trabalhou com variados produtores, incluindo Machinedrum, Nick Hook, Hudson Mohawke, Eprom, Drums of Death, Munchi, Ikonika, Diplo e DJ Master D.

## Faixas
| N.º | Título                        | Compositor(es) | Produtor(es)              | Duração |  |
| 1.  | "Out of Space"                |                | Liam Howlett[a]           | 2:34    |  |
| 2.  | "Neptune" (featuring Shystie) |                | Ikonika                   | 3:57    |  |
| 3.  | "Atlantis"                    |                | O/W/W/W/L/S               | 2:29    |  |
| 4.  | "Fantasea"                    |                | Machinedrum[b]            | 4:29    |  |
| 5.  | "Fuck Up the Fun"             |                | Diplo, DJ Master D        | 2:25    |  |
| 6.  | "Ima Read"                    |                | Zebra Katz[c]             | 1:02    |  |
| 7.  | "Fierce"                      |                | Drums of Death[d]         | 3:14    |  |
| 8.  | "Chips"                       |                | O/W/W/W/L/S               | 3:48    |  |
| 9.  | "Nathan" (featuring Styles P) |                | Drums of Death            | 3:24    |  |
| 10. | "L8R"                         |                | Machinedrum               | 2:42    |  |
| 11. | "Jumanji"                     |                | Hudson Mohawke, Nick Hook | 2:55    |  |
| 12. | "Aquababe"                    |                | EPROM & Machinedrum       | 3:45    |  |
| 13. | "Runnin'"                     |                | Lunice                    | 3:30    |  |
| 14. | "Us"                          |                | O/W/W/W/L/S               | 2:46    |  |
| 15. | "Paradiso"                    |                | RRXL                      | 0:49    |  |
| 16. | "Luxury"                      |                | Machinedrum               | 2:45    |  |
| 17. | "Azealia Skit"                |                |                           | 1:03    |  |
| 18. | "Esta Noche"                  |                | Munchi[e]                 | 3:14    |  |
| 19. | "Salute"                      |                | AraabMuzik[f]             | 1:27    |  |